# Фридрих Август II (великий герцог Ольденбургский)
Фридрих Август II (16 ноября 1852, Ольденбург — 24 февраля 1931, Растеде, Аммерланд) — великий герцог Ольденбургский в 1900—1918 годах, прусский генерал кавалерии (27 января 1900), германский адмирал.

## Биография

### Личность
Фридрих Август был старшим сыном великого герцога Николая Фридриха Петра Ольденбургкого и великой герцогини Елизаветы, урожденной принцессы Саксен-Альтенбургской. Его младшим братом был Георг Людвиг. Воспитателем обоих принцев с 1861 года был Отто фон Парсеваль (1827—1901), позднее баварский генерал, который был зятем бывшего ольденбургского гофмаршала Александра фон Ренненкампфа. Фридрих Август учился в университетах Бонна, Страсбурга и Лейпцига. Его образование было завершено семимесячным путешествием, во время которого он посетил Малую Азию, Палестину, Египет и Италию.
В 1878 году принц Фридрих Август женился на прусской принцессе Елизавете Анне (1857—1895), дочери «красного принца» Фридриха Карла Николая Прусского, племянника германского императора Вильгельма I.
Великий герцог Фридрих Август Ольденбургский иногда упоминается как «Второй». Таким образом в качестве его предшественника этого имени рассматривается великий герцог Ольденбургский Павел Фридрих Август I (правил с 1829 по 1853 год). Полным титулом он именовался Фридрих Август, великий герцог-наследник Норвегии, герцог Шлезвигский, Гольштейнский, Штормарнский, Дитмаршенский и Ольденбургский, князь Любекский и Биркенфельдский, правитель Йеверский и Книпхаузенский.

### Правление

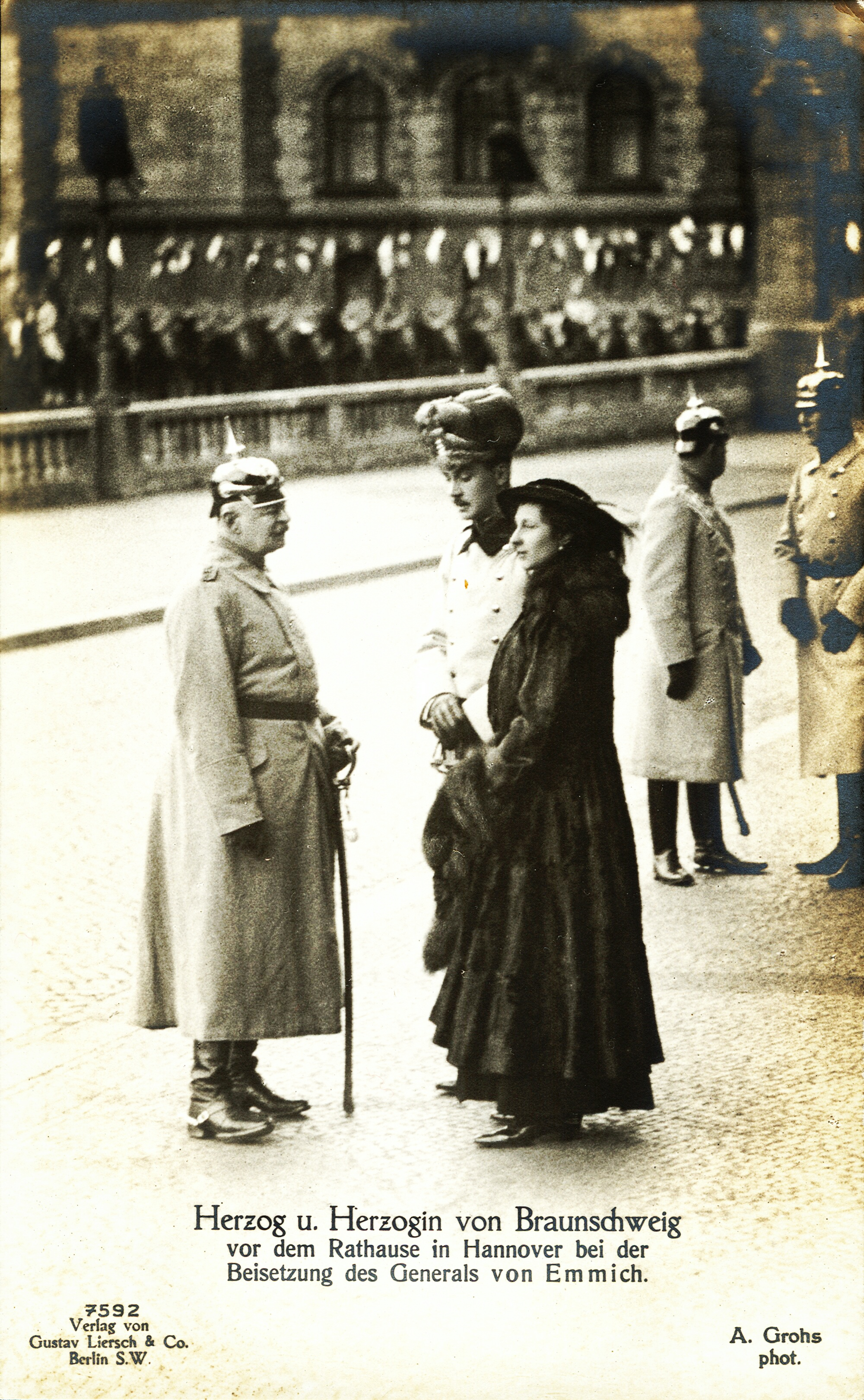
Великий герцог Фридрих Август II Ольденбургский с герцогом Эрнстом Августом III Брауншвейгским и его женой Викторией Луизой на похоронах генерала Отто фон Эммиха на Трамплац перед ратушей в Ганновере (1915)

Правление Фридриха Августа началось 13 июня 1900 года, в день смерти его отца. Фридрих Август считался консервативным, типичным представителем эпохи Вильгельма. Его личные склонности относились преимущественно к технической сфере. В частности, он проявил большой интерес к мореплаванию и военно-морскому флоту. Фридрих Август настойчиво стремился развивать судоходные пути, такие как канал Эмс-Хунте, построил порт на Везере в Ольденбурге и способствовал размещению промышленных компаний с целью укрепления экономической мощи страны. «[…] Он был популярен среди населения, все улыбались, когда его машина проезжала по улицам. Однако он был своенравен. Старые солдаты в деревнях подозревают, что как лейтенант он был солдафоном. […]»
В период его правления в Ольденбурге был построен дворец Елизаветы-Анны, названный в честь его первой жены, которая умерла еще до окончания строительства.
1 декабря 1906 года указом Фридриха Августа вступил в силу закон об административной юрисдикции. Законопроект ранее разрабатывал специалист по административному праву и председатель специально созданной для этой цели комиссии Карл Дугенд.
Под его руководством Великое герцогство Ольденбургское в составе Германской империи участвовало в Первой мировой войне. Во время своего правления он также командовал ольденбургскими драгунами. Во время войны он принадлежал к группе радикальных «аннексионистов», которые хотели укрепить позиции Германии путем захвата новых территорий и полного передела карты Европы. Кроме аннексии Бельгии он хотел сделать Францию государством-вассалом Германии, разделив ее на северную республику и южное королевство Бурбонов. Вероятно, под влиянием почитаемого им адмирала Тирпица, в марте 1915 года он предложил королю Баварии Людвигу III от имени германских князей потребовать от Вильгельма II отставки якобы слишком слабого канцлера Бетмана-Голвега, который стоял на пути «германского мира». В 1917 году он также решительно отверг мирную резолюцию рейхстага. В ходе ноябрьской революции и связанной с ней отмены монархии в Германии 11 ноября 1918 года он отрёкся от престола и удалился в замок Растеде.
24 сентября 1914 года Фридрих Август учредил военный орден Ольденбурга — крест Фридриха Августа первого и второго класса.

### Период после отречения
Чтобы иметь возможность содержать себя в дальнейшем, Фридрих Август продал часть своей коллекции произведений искусства, которая после отречения осталась у него в частной собственности. В число этих ценностей входила треть бывшей художественной галереи великих герцогов из Музея Августа. В 1919 году с помощью ольденбургского промышленника Георга Бёльтса он вывез картины в Нидерланды. Это были ценные произведения известных мастеров, в том числе Рембрандта ван Рейна. Часть вырученных денег Фридрих Август инвестировал в мясоперерабатывающую фабрику Бёльтса, но в 1927 понес на этом значительные финансовые потери. Карл Ясперс, который вырос в Ольденбурге, так прокомментировал это в своих мемуарах: «Деньги от продажи картин великий герцог частично использовал, чтобы вложить свою долю в создание колбасной фабрики, которая в результате разорилась». Когда продажа картин из бывшей Ольденбургской галереи получила в 1919 году общенациональную известность, это стало весомым аргументом для того, чтобы требовать введения закона о защите культурного наследия Германской империи.
В 1931 году Фридрих умер в Растеде.

## Способности к морскому делу и инженерный талант

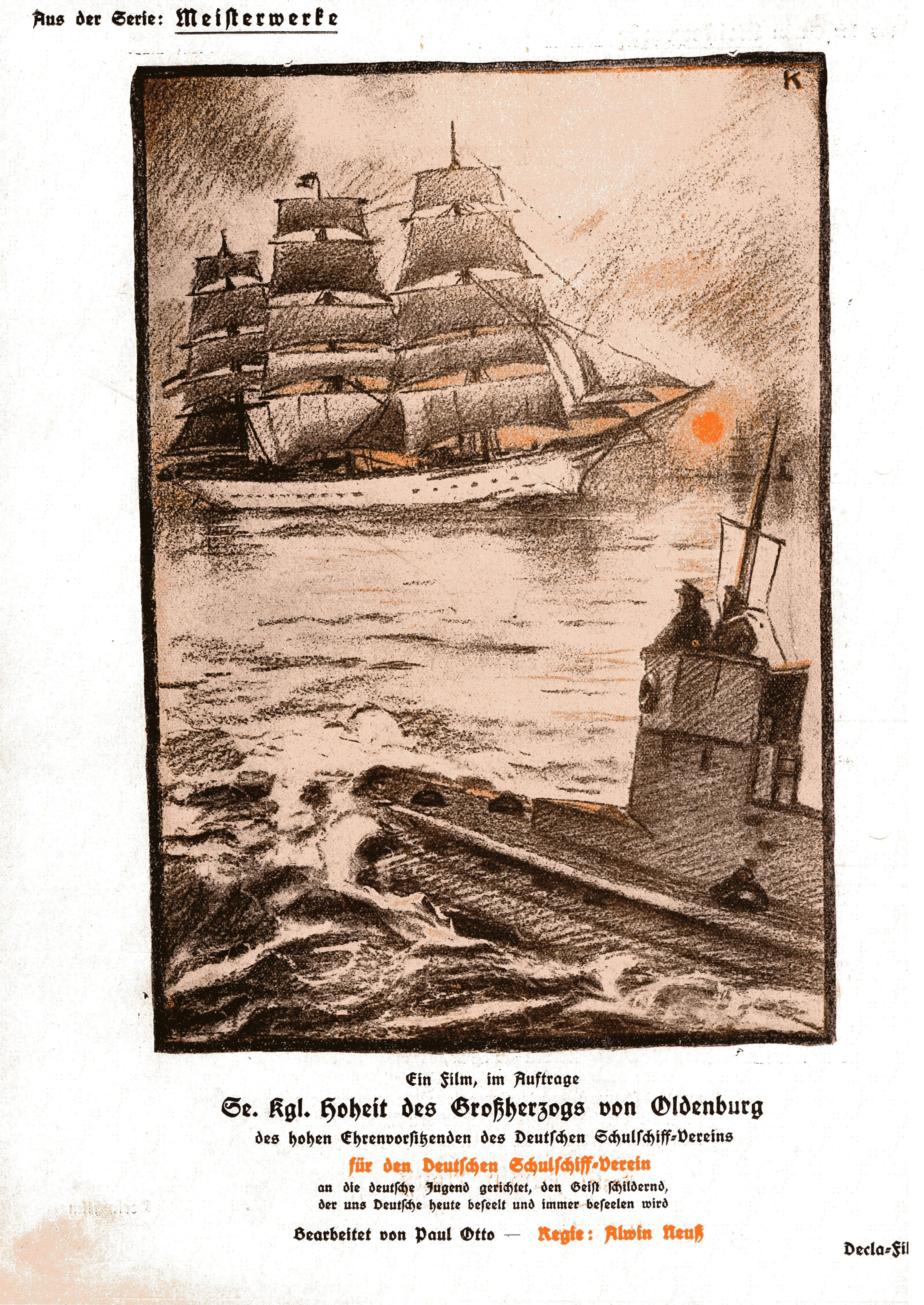
Афиша художественного фильма "Два голубых мальчика", снятого в 1917 г.

Он получил капитанскую лицензию в Морской школе в Эльсфлете, которую он сам и поддерживал, с удовольствием сам командовал судами, был награждён правительством Италии Золотой медалью за спасение за личное участие в спасении потерпевших кораблекрушение. В 1888 году на острове Гельголанд на глазах многочисленных купальщиков он спас датского матроса. Благодаря выдающимся способностям к морскому делу он оказался единственным адмиралом Императорского флота, которого кайзер Вильгельм II назначил из числа правителей немецких княжеств. Он многократно лично водил свою яхту "Ленсан" (Lensahn) по Балтийскому и Средиземному морю.
Фридрих Август изобрел судовой винт, защищенный патентом DRP 157706 и многими зарубежными патентами, так называемый Ники-винт. Он попросил гамбургскую компанию "Теодор Цайзе", ведущего производителя гребных винтов, построить для него этот гребной винт. Цайзе отказался, так как нашел Ники-винт моделью-конкурентом, угрожающим его собственному бизнесу. В связи с этим изобретением Ганноверская Политехническая школа присвоила ему степень доктора инженерных наук.
14 января 1914 г. в Гестемюнде в его честь было крещено учебное парусное судно Великий Герцог Фридрих Август. Сегодня оно все ещё находится в эксплуатации в Норвегии под именем Statsraad Lehmkuhl.
С момента основания в 1900 году и до 1930 года он исполнял обязанности почетного председателя Общества кораблестроения. В январе 1900 г. он вошёл в число основателей «Немецкой ассоциации учебных кораблей», которая выступала за расширение возможностей подготовки кадров для торгового флота Германии.

## Браки и дети

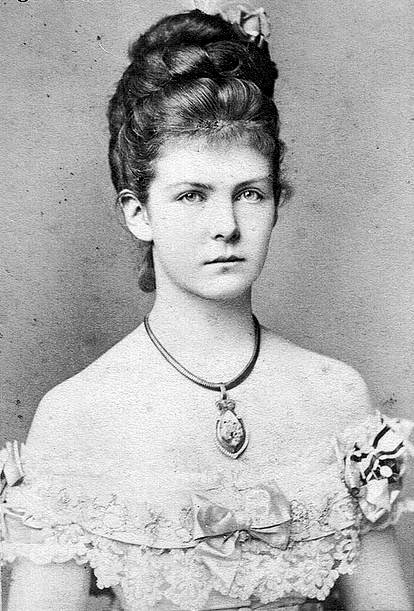
Принцесса Елизавета Анна Прусская.

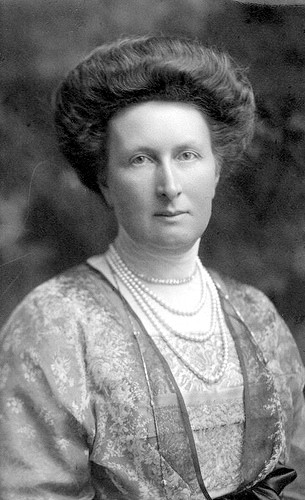
Великая герцогиня Елизавета, урожденная герцогиня Мекленбург-Шверинская

18 февраля 1878 года в Берлине принц Фридрих Август женился на Елизавете Анне Прусской (1857—1895), дочери «красного принца» Фридриха Карла Николая Прусского, племянника германского императора Вильгельма I. Свадьба была двойной, так как в этот день выходила замуж троюродная сестра Анны — принцесса Шарлотта Прусская (дочь будущего императора Фридриха III). Эти королевские браки стали первыми в Германской империи, провозглашённой в 1871 году. На свадьбе присутствовал бельгийской король Леопольд II вместе со супругой королевой Марией Генриеттой, а также принц Уэльский, который приходился дядей невесте Шарлотте.
В этом браке родились две дочери, младшая из которых умерла во младенчестве:
- София Шарлотта (1879—1964), была замужем за Эйтелем Фридрихом Прусским, сыном императора Германии Вильгельма II
- Маргарита (1881—1882)

После смерти супруги в 1895 году, нуждаясь в наследнике, 24 октября 1896 года в Шверине Фридрих Август женился вторым браком на Елизавете, герцогине Мекленбург-Шверинской (1869—1955), дочери великого герцога Фридриха Франца II Мекленбургского. В этом браке родились еще пятеро детей, и снова близнецы умерли вскоре после рождения:
- Николаус Фридрих Вильгельм, наследный великий герцог Ольденбургский (10 августа 1897, Ольденбург — 3 апреля 1970, Растеде), в честь которого был назван Ники-винт, был женат на принцессе Елене Вальдек-Пирмонтской, дочери  Фридриха, князя Вальдек-Пирмонтского. Беатрис фон Шторх является его внучкой.
- Фридрих Август (25 марта 1900, Ольденбург — 26 марта 1900, Ольденбург) — умер во младенчестве.
- Александрина (25 марта 1900, Ольденбург — 26 марта 1900, Ольденбург) — умерла во младенчестве.
- Индеборга Аликс (20 июля 1901, Ольденбург — 10 января 1996, Дамп), была замужем за принцем Александром Штефаном Виктором Шаумбург-Липпе.
- Альтбурга Мария Матильда Ольга (19 мая 1903, Ольденбург — 16 июня 2001, Бад-Арользен), была замужем за Йозиасом, старшим сыном Фридриха, князя Вальдек-Пирмонтского.

Тлевший с 1909 года в семье великого герцога кризис привёл к серьезной династической и политической напряженности между втянутыми в него правящими домами, которая обострилась в 1913/1914 гг. после того, как подробности стали достоянием общественности и вызвали слухи и домыслы, так что в январе 1914 года парламент Ольденбурга обратился к великому герцогу с просьбой проявить большую снисходительность в отношении своей супруги. В ответ Фридрих Август пригрозил распустить парламент. После того, как многочисленные случаи нарушения великой герцогиней супружеской верности получили огласку, он вначале приказал объявить ее нервнобольной, а затем изгнал из страны. Так как император Вильгельм II запретил ему развод, за который выступали многие советники, а в личную вражду оказались вовлечены правящие дома Мекленбурга, Гессена и Нидерландов, эта ситуация угрожала Фридриху Августу напряженностью в правящих кругах - за исключением поддержки Пруссии - вплоть до изоляции в Бундесрате. 
С 1910 года великая герцогиня жила у своей матери Марии в замке Рабен Штайнфельд близ Шверина. Её общение с детьми было строго ограничено.
В честь Елизаветы Александрины в 1901 году был назван учебный корабль Великая Герцогиня Елизавета, ныне Герцогиня Анна. Учебное парусное судно Морской школы в Эльсфлете, трехмачтовая шхуна Великая Герцогиня Елизавета, построенная в 1909 году, в 1982 году была также названа в ее честь, ранее она называлась Ариадна.

## Занимательные факты
Фридрих Август лично снялся в немецком художественном фильме «Два голубых мальчика (Zwei blaue Jungen)», который был снят по его инициативе в 1916/17 гг. (продюсер — Эрих Поммер).